# هوغو سوتو
هوغو سوتو (بالإسبانية: Hugo Soto)‏ (28 سبتمبر 1983 في كولومبيا - ) هو لاعب كرة قدم كولومبي في مركز الدفاع. لعب مع أتلتيكو ناسيونال وأتليتيكو هويلا ونادي زامورا ولا إكويداد ‏.

## وصلات خارجية
- هوغو سوتو على موقع قاعدة بيانات كرة القدم.إي يو (الإنجليزية)
- هوغو سوتو على موقع Soccerway.com (الإنجليزية)
- هوغو سوتو على موقع AS.com (الإسبانية)